# Kriegerdenkmal Teutschenthal

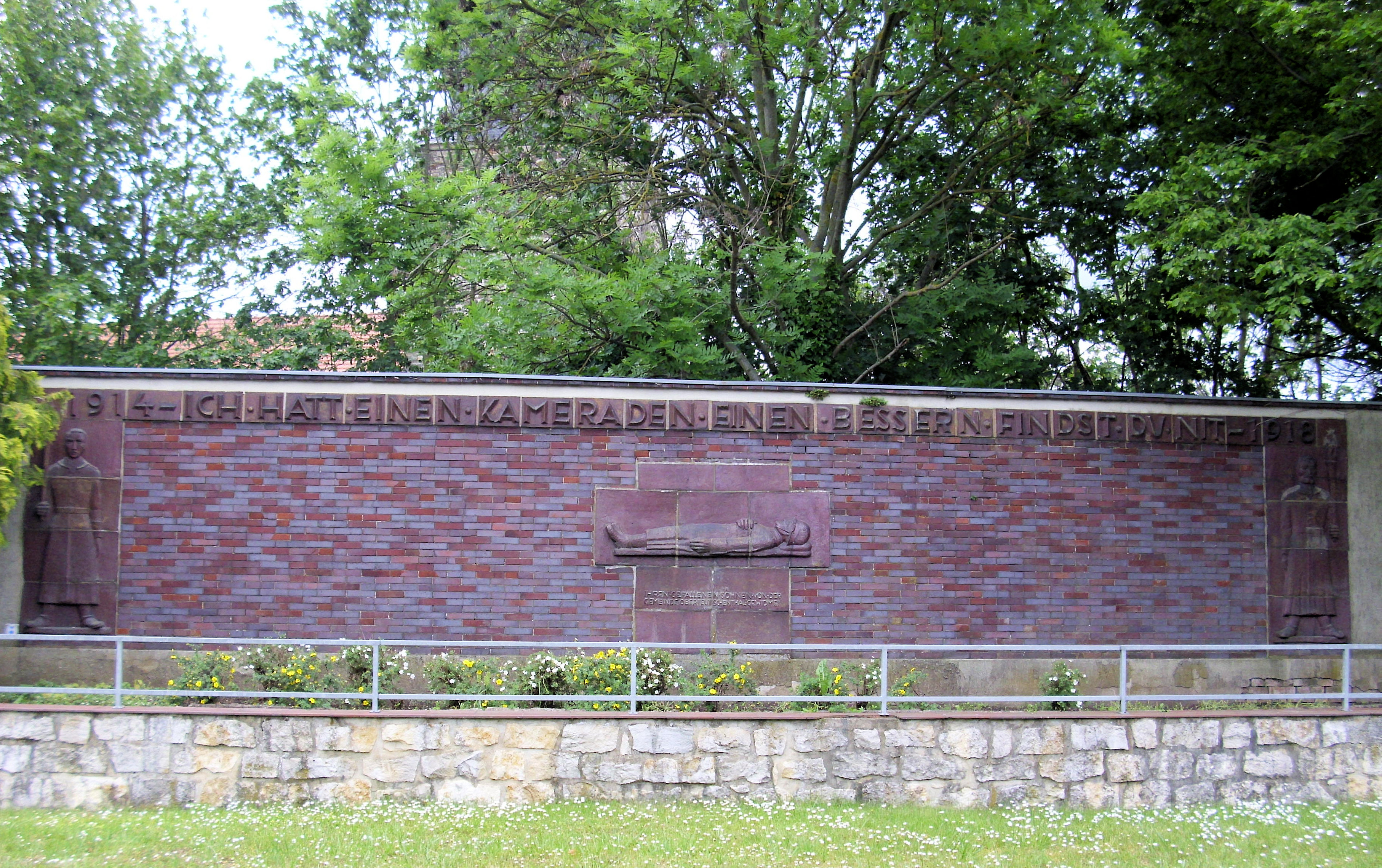
Kriegerdenkmal von Oberteutschenthal

Das Kriegerdenkmal Teutschenthal ist ein denkmalgeschütztes Kriegerdenkmal in der Gemeinde Teutschenthal in Sachsen-Anhalt. Im örtlichen Denkmalverzeichnis ist das Kriegerdenkmal unter der Erfassungsnummer 094 55641 als Baudenkmal verzeichnet.
In Teutschenthal befinden sich drei Kriegerdenkmäler für die Gefallenen des Ersten Weltkriegs, von denen nur das an der Friedrich-Henze-Straße unter Denkmalschutz steht. Bei diesem Kriegerdenkmal handelt es sich um eine Mauer mit figürlichen Terrakottareliefs und einer Inschrift, die 1932 im Auftrag der Gemeinde Oberteutschenthal errichtet wurde. Auf der Mauer sind drei Soldaten als Relief abgebildet, wovon die beiden äußeren scheinbar Totenwache über den mittleren halten. Über den drei Soldaten befindet sich die Inschrift Ich hatte einen Kameraden, einen bessern findst Du nit. Auf einer Gedenktafel befindet sich eine weitere Inschrift, diese lautet Ihren gefallenen Söhnen von der Gemeinde Oberteutschenthal gewidmet.